# Otamatone
L'otamatone (オタマトーン?, otamatōn) è uno strumento musicale appartenente alla famiglia degli elettrofoni. Il funzionamento è simile a quello di un sintetizzatore elettronico.
È stato sviluppato in Giappone nel 1998 dalla società di giocattoli CUBE e dallo studio di design Maywa Denki, guidato dai fratelli Masamichi e Nobumichi Tosa.

## Descrizione

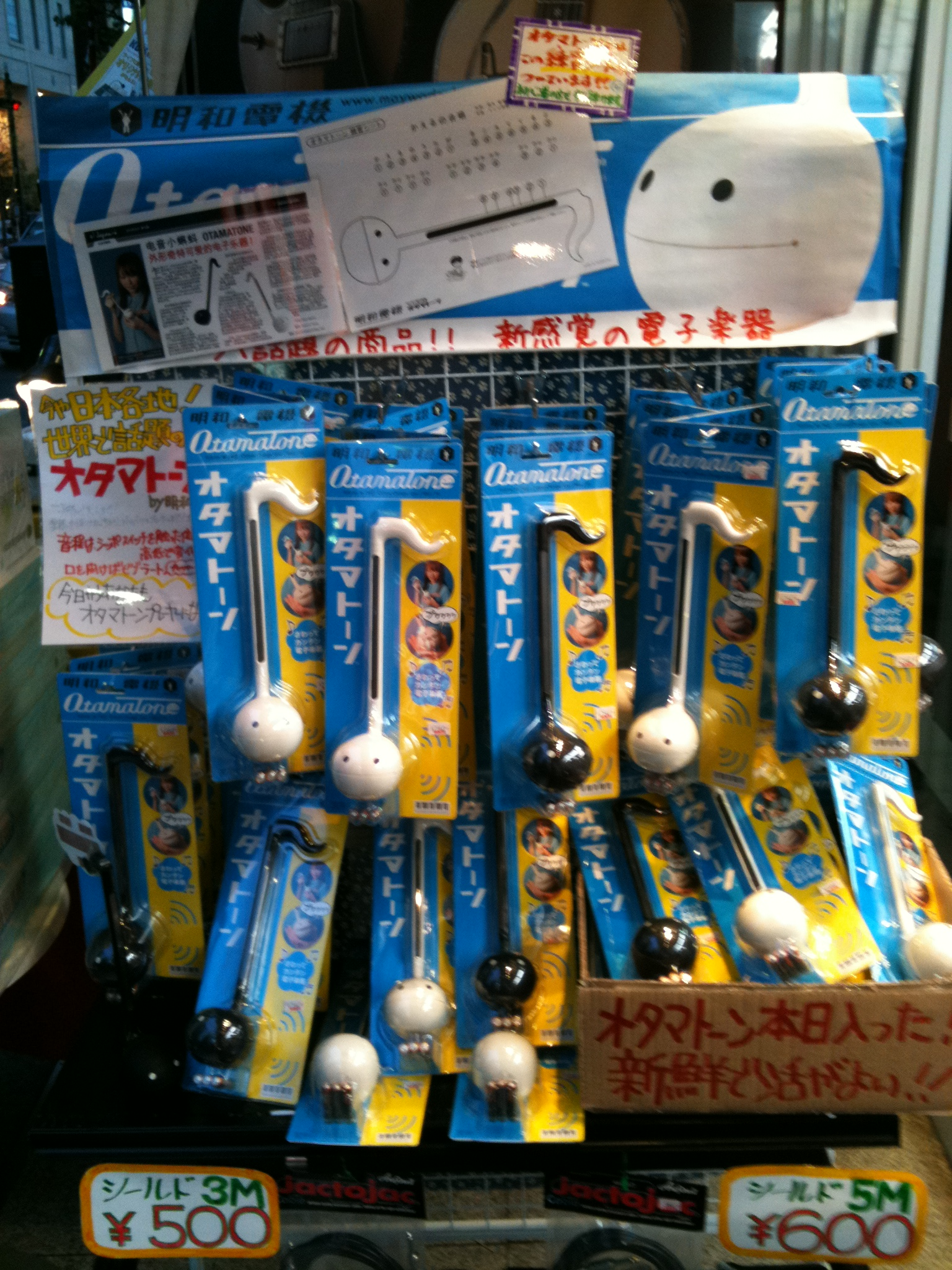
Alcuni otamatone in un negozio

L'otamatone è uno strumento musicale, il cui corpo ha la forma di una figura musicale croma (ricorda anche un girino, "otamajakushi" in giapponese significa "girino"), con il suono che emerge da una "bocca" sulla testa della nota. Richiede due mani per essere suonato: mentre una mano tiene e stringe la "testa", l'altra mano controlla il tono della melodia posizionando il dito su un controller a nastro sullo stelo; una posizione più alta sullo stelo crea un suono più basso. Il controller del nastro è deliberatamente delineato per assomigliare a una chitarra, quindi esiste una distanza più breve tra le note più alte rispetto a quelle più basse. Variando la pressione sulla testa (aprendo e chiudendo in tal modo la "bocca" dell'otamatone) si crea un effetto wah-wah, e scuotendo il collo (e quindi cambiando leggermente la pressione sulla testa) si crea un effetto vibrato. I due interruttori sul retro della testa consentono agli utenti di accendere e spegnere lo strumento (scegliendo tra due livelli di volume) e di cambiarne l'ottava (alta, media e bassa).
Il suono prodotto da questo strumento può essere paragonato a quello di un theremin, un sintetizzatore o un jinghu.

## Modelli
Sono disponibili vari modelli e versioni di questo strumento:
- Otamatone original - Il modello originale, grande circa 27 cm. Presente in vari colori.
- Otamatone special edition - Una serie di modelli in continua espansione, del tutto identici all'Original se non nell'aspetto estetico. Tra le skin più famose ci sono quelle dedicate ai Kiss, a Kirby e a Maneki neko.
- Otamatone Sweet - Tre modelli sempre uguali all'Original ma ispirati a tre gusti di gelato: menta, cioccolato, fragola.
- Otamatone Deluxe - Versione più grande, circa 44 cm. Rispetto alla versione Original ha un collo più lungo pratico per suonare, un'uscita Jack, una presa per l'alimentazione, la manopola per regolare il volume è analogica. Disponibile solo nei colori bianco e nero.
- Otamatone Digital - Simile al Deluxe, ma sostituisce il selettore standard con una piccola tastiera in stile piano, permettendo di suonare accordi e più note contemporaneamente. È anche in grado di riprodurre suoni di chitarra elettrica o delle percussioni.
- Otamatone Melody - una variante più piccola che non ha slide di selezione delle note ma un solo pulsante e quindi suona solo melodie predeterminate.
- Otamatone Jumbo - Una versione molto più grande, da impugnare come una chitarra. Dispone di una leva per azionare il movimento della bocca. Non è un vero e proprio modello, usato principalmente in occasione di eventi dimostrativi.
- Otamatone Techno -  molto simile al Deluxe, l'unica differenza è una porta aggiuntiva per un cavo apposito per collegarlo ad un IPhone ed usare delle applicazioni per modificarne il suono.